# نیکولاس کون
نیکولاس-گریت کون (زاده ۱ ژانویه ۲۰۰۰) یک بازیکن فوتبال حرفه‌ای آلمانی است که به عنوان مهاجم در بایرن مونیخ به صورت قرضی از آژاکس بازی می‌کند.

## حرفه باشگاهی
زادهٔ وونستورف، کون برای لایپزیگ و جوانان آژاکس بازی کرد. او در ژانویه ۲۰۱۸ با هزینه ۲ میلیون یورو با آژاکس امضا کرد. در ژانویه ۲۰۲۰ وی به مدت ۶ ماه به صورت قرضی به بایرن مونیخ منتقل شد.

## حرفه بین‌المللی
کون در هر رده سنی جوانان در آلمان از زیر ۱۵ سال تا زیر ۱۹ سال بازی کرده‌است.